# NUPL2
NUPL2 (англ. Nucleoporin like 2) – білок, який кодується однойменним геном, розташованим у людей на короткому плечі 7-ї хромосоми. Довжина поліпептидного ланцюга білка становить 423 амінокислот, а молекулярна маса — 44 872.
| 10         |  | 20         |  | 30         |  | 40         |  | 50         |
| ---------- |  | ---------- |  | ---------- |  | ---------- |  | ---------- |
| MAICQFFLQG |  | RCRFGDRCWN |  | EHPGARGAGG |  | GRQQPQQQPS |  | GNNRRGWNTT |
| SQRYSNVIQP |  | SSFSKSTPWG |  | GSRDQEKPYF |  | SSFDSGASTN |  | RKEGFGLSEN |
| PFASLSPDEQ |  | KDEKKLLEGI |  | VKDMEVWESS |  | GQWMFSVYSP |  | VKKKPNISGF |
| TDISPEELRL |  | EYHNFLTSNN |  | LQSYLNSVQR |  | LINQWRNRVN |  | ELKSLNISTK |
| VALLSDVKDG |  | VNQAAPAFGF |  | GSSQAATFMS |  | PGFPVNNSSS |  | DNAQNFSFKT |
| NSGFAAASSG |  | SPAGFGSSPA |  | FGAAASTSSG |  | ISTSAPAFGF |  | GKPEVTSAAS |
| FSFKSPAASS |  | FGSPGFSGLP |  | ASLATGPVRA |  | PVAPAFGGGS |  | SVAGFGSPGS |
| HSHTAFSKPS |  | SDTFGNSSIS |  | TSLSASSSII |  | ATDNVLFTPR |  | DKLTVEELEQ |
| FQSKKFTLGK |  | IPLKPPPLEL |  | LNV        |  |            |  |            |

A: Аланін

C: Цистеїн

D: Аспарагінова кислота

E: Глутамінова кислота

F: Фенілаланін

G: Гліцин

H: Гістидин

I: Ізолейцин

K: Лізин

L: Лейцин

M: Метіонін

N: Аспарагін

P: Пролін

Q: Глутамін

R: Аргінін

S: Серин

T: Треонін

V: Валін

W: Триптофан

Кодований геном білок за функцією належить до фосфопротеїнів. 
Задіяний у таких біологічних процесах, як транспорт, транспорт білків, транспорт мРНК, транслокація, альтернативний сплайсинг. 
Білок має сайт для зв'язування з іонами металів, іоном цинку. 
Локалізований у ядрі, мембрані, комплексі ядерної пори.